# Scutia
Scutia es un género de plantas de la familia Rhamnaceae.

## Taxonomía
Scutia fue descrito por (Comm. ex DC.) Brongn. y publicado en Annales des Sciences Naturelles (Paris) 10: 362. 1827. La especie tipo es: Scutia indica Brongn. 

## Especies
- Scutia arenicola - Reissek
- Scutia buxifolia - Reissek
- Scutia capensis - G.Don
- Scutia circumscissa - ( L.f.) W.Theob.
- Scutia colombiana - M.C.Johnst.
- Scutia commersonii - A.T.Brongniart
- Scutia discolor - Klotzsch
- Scutia eberhardtii - Tardieu
- Scutia ferrea - (Vahl) A.T.Brongniart
- Scutia fiebrigii - Perkins
- Scutia fiebrigiii - Perkins
- Scutia guayaquilensis - Weberbauer
- Scutia hutchinsonii - Suesseng.
- Scutia indica - A.T.Brongniart
- Scutia laevigata - G.Don
- Scutia lucida - G.Don
- Scutia maritima - Perkins
- Scutia myrtina - Kurz
- Scutia natalensis - Hochst.
- Scutia obcordata - Bivona ex Tul.
- Scutia paniculata - G.Don
- Scutia pauciflora - (Hook. f.) Weberb.
- Scutia rheediana - Wight
- Scutia sarcomphalus - Brongn.
- Scutia sphaerosperma - G.Don
- Scutia spicata - (Humb. & Bonpl. ex Willd.) Weberb.